# رازور-كيو تي

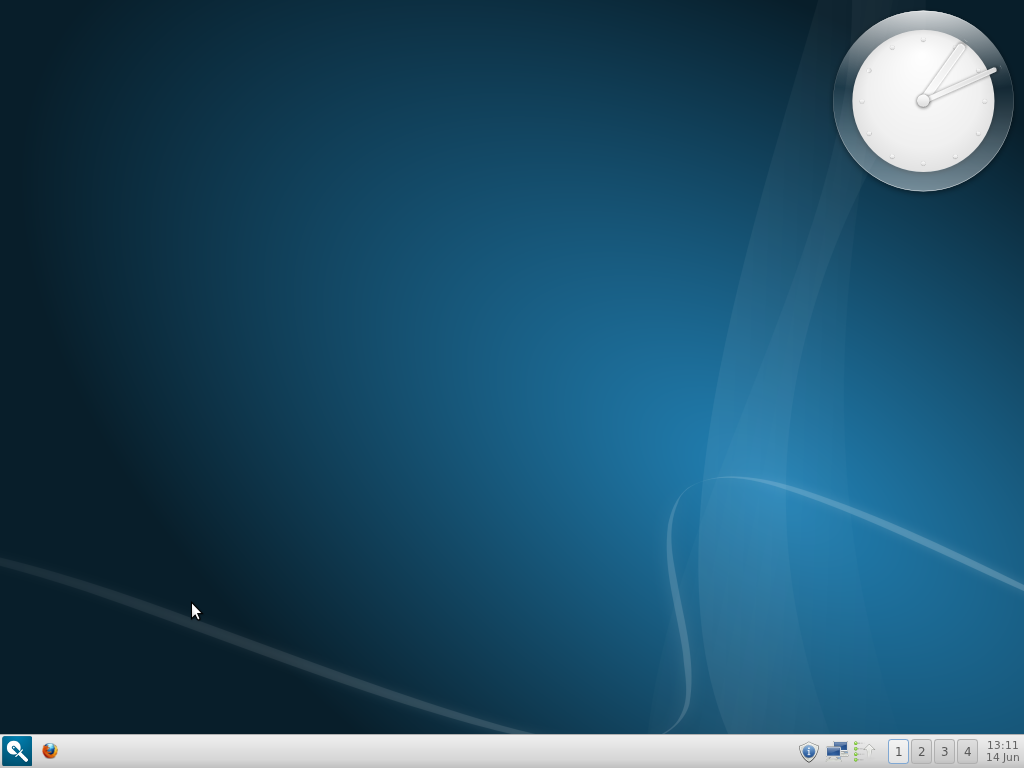
لقطة شاشة لواجهة هذه البيئة

رازور-كيو تي هي بيئة سطح مكتب حرة ومفتوحة المصدر للحواسيب الشخصية. دمجت هذه البيئة مع بيئة سطح المكتب لكسيدي. مطورون هذه البيئة سعو لبناء بيئة سطح مكتب متقدمة الإمكانيات وسهلة الاستخدام ولم يغفلو أن تكون خفيفة ولا تحتاج لموارد كبيرة من النظام. هذه البيئة أعتمدت على مكتبة كيوت 4 ولكنها لم تحدث إلى مكتبة كيوت 5. هذه البيئة مناسبة للمستخدمين الذين يسعون لامتلاك بيئة سطح مكتب خفيفة على موارد النظام وبسيطة وعملية. على خلاف بيئات سطح المكتب الأخرى تعمل هذه البيئة م الأنظمة المتدنية الموارد والإمكانيات.